# Małgorzata Gurowska
Małgorzata Gurowska (ur. 1977) – projektantka, ilustratorka, artystka. Zajmuje się grafiką, wideo, instalacją i rysunkiem. 

## Życiorys
Absolwentka Akademii Sztuk Pięknych w Warszawie, dyplom z wyróżnieniem rektorskim w Pracowni Grafiki Warsztatowej prof. R. Strenta. Adiunkt w Pracowni Rysunku prof. Z. Glazer. W 2013 roku obroniła pracę doktorską "Optymalizacja". W latach 2003–2005 prowadziła w Warszawie niezależną Galerię sztuki Z o.o., później Galerię Ltd. 
Współtworzy Fundację Sztuczną. 
Współpracowała jako grafik m.in. z: Fundacją Bęc Zmiana, Fundacją Sztuki Arteria, STGU – Stowarzyszeniem Twórców Grafiki Użytkowej, Klubem Saturator, Klubokawiarnią CHŁODNA 25, Galerią Studio, Domem Kultury TuPraga, Fundacją Krytyki Dizajnu. Ma na koncie ilustracje prasowe m.in. dla Tygodnika Przekrój, tygodnika Wysokie Obcasy, magazynu 2+3D, Kikimora, „Notesu na 6 tygodni”. Za okładki do „Notesu na 6 tygodni” Fundacji Bęc Zmiana została wielokrotnie nagradzana na międzynarodowym konkursie projektowania graficznego European Design Awards w Sztokholmie, za okładki do "Wysokich Obcasów" otrzymała dwukrotnie ArtFront w Konkursie Izby Wydawców Prasy na Prasową Okładkę Roku GrandFront 2014; 2015.
Grafika Gurowskiej charakteryzuje się prostą, minimalistyczną formą. To użycie mocnego, syntetycznego znaku, w którym mieści się wiele znaczeń, skojarzeń i odniesień do rzeczywistości. „Najważniejszy w plakatach Gurowskiej jest komunikat graficzny, sformułowany na podobieństwo znaku drogowego lub piktogramu sygnalizującego wydarzenie w sensie dosłownym - plakat jako fakt wizualny na ulicy i przenośnym- jako anons wystawy...”- pisał o plakacie Gurowskiej Michał Warda, krytyk i historyk designu, kurator Muzeum Plakatu w Wilanowie, porównując jej twórczość do znanego fińskiego designera Kari Pippo i szukając punktów wspólnych dla obu twórców. „Plakat powinien być prosty, mocny i ostry”- pisze Warda. I takie są plakaty Gurowskiej. Ich wyrazista forma przykuwa uwagę, a wieloznaczność angażuje myślenie, wyobraźnię. Potwierdza to prof. Maciej Buszewicz, który o stylu Gurowskiej pisał w recenzji jej pracy doktorskiej: „W swoich produkcjach jest Małgorzata Gurowska syntetyczna, higieniczna, przekorna, aluzyjna, precyzyjna, lakoniczna, oszczędna, ostra, a czasem, co może dziwić, dekoracyjna. Czasem, a może częściej niż czasem, jej prace budzą kontrowersje. Nie tylko z powodu ostrości przedstawianych wątków, ale również z powodu nienagannej absolutnie precyzyjnie zastosowanej symetrii z użyciem technologii opartej na krzywych Beziera”.
Prace Gurowskiej pokazywane były na wystawach indywidualnych i zbiorowych w kraju i zagranicą: Anglia, Belgia, Białoruś, Boliwia, Brazylia, Chiny, Czechy, Dania, Francja, Indie, Iran, Irlandia, Islandia Japonia, Kolumbia, Korea, Kuba, Meksyk, Niemcy, Norwegia, Peru, Polska, Rosja, Rumunia, Słowacja, Słowenia, Szwecja, Tajwan, Turcja, Ukraina, USA, Węgry, Włochy.

## Wystawy indywidualne
- 2003 – Cykl Funeralny / Galeria Wizytująca / Warszawa /
- 2003 – Otwarcie Z ograniczoną odpowiedzialnością / instalacja rzeźb. / Oficyna Z o.o. / Warszawa / 2004 – Alfabet zwierząt niesłusznie lekceważonych / Galeria 3A / Warszawa /
- 2004 – Druki Z o.o. / Oficyna Z ograniczoną odpowiedzialnością / Warszawa /
- 2005 – Cykl Funeralny / Galeria Miejska Arsenał / Poznań /
- 2009 – Box / BWA / Zielona Góra /
- 2010 – Druki / Pigasus / Berlin /
- 2010 – Deathroom / Smierć Iwana Ilicza / animacja / Łaźnia Nowa / Kraków /
- 2010 – A Pani Małgosia śpi / video instalacja / Galeria Sztuczna / Warszawa /
- 2010 – Infekcja / Plakat do Nietzschego / NWNA / Galeria Miejska Arsenał / Poznań /
- 2013 – !Buch! / Pigasus / Berlin /
- 2013 – Book / BuchBund / Berlin /
- 2014 – IDEOLO / Fundacja Bęc Zmiana
- 2014 – Lokomotywa / IDEOLO / wydruk wielkoformatowy w przestrzeni publicznej / Zemsta / Poznań
- 2016 – BOX / Galeria Rektorska / Akademia Sztuki w Szczecinie
- 2016 – Optymalizacja / video + grafika / Zemsta / Poznań

## Wystawy zbiorowe
- 2003 – 3 Biennale Grafiki Studenckiej / Galeria Miejska Arsenał / Poznań /
- 2004 – Powinność i Bunt / Narodowa Galeria Sztuki – Zachęta / Warszawa /
- 2004 – Międzynarodowe Biennale Rzeźby / Zamek / Poznań /
- 2004 – Międzynarodowe Biennele Plakatu / Muzeum Plakatu w Wilanowie / Warszawa / 2004 – Międzynarodowe Biennele Grafiki Użytkowej / Golden Bee 6 / Moskwa
- 2004 – CMY_K / Oficyna Z o.o. / Warszawa /
- 2005 – Salon du livre et de la presje jeunesse / Montreuil; Paris /
- 2005 – Illustrarte / Bienal Internacional de Ilustração / Barreiro
- 2005 – 3 Generacje plakatu polskiego / Muzeum Narodowe / Poznań /
- 2006 – Międzynarodowe Targi Sztuki / Sztokholm / Szwecja /
- 2006 – 22 nd International Biennale of Graphic Design / Moravian Gallery / Brno /
- 2006 – Międzynarodowe Biennele Grafiki Użytkowej / Trnawa /
- 2006 – VII Międzynarodowe Triennale Grafiki / Bunkier Sztuki / Kraków /
- 2006 – Grand Prix Młodej Grafiki Polskiej[3] / Bunkier Sztuki / Kraków /
- 2007 – 20 Biennale Plakatu Polskiego / Galeria Sztuki Współczesnej BWA / Katowice /
- 2008 – European Design Adwards / Stokcholm /
- 2008 – Powstanie sztuki / Elektrownia / Radom /
- 2009 – DIZAJN = DESIGN / Polnisches Institut / Berlin /
- 2010 – Eye on Poland / 99 Creative Center of the Shanghai University Fine Arts College / Shanghai 2010 – Design Attack / Galeria Atropos / Kraków
- 2010 – New Polish Graphic Design Exhibition / Shanghai Honggqiao Contemporary Art Museum / Shanghai /
- 2010 – Książka / Centrum Sztuki Współczesnej / Toruń
- 2010 – Współczesny Plakat Polski / Galeria Vije / Teheran
- 2011 – Plaster / przestrzeń publiczna / Mińsk / Białoruś
- 2011 – Plakat musi śpiewać / Wystawa ze zbiorów Muzeum Narodowego w Poznaniu / SPOT. /Poznań
- 2011 – Dizajn dla wolności – Wolność w dizajnie / Polskie projektowanie graficzne 1981–2011 / Warszawa
- 2011 – Design for Freedom – Freedom in Design / Stgu / Claska / Berlin; Tokyo
- 2011 – Polisch Book Art / Musachino Art University Museum & Library / Tokyo
- 2012 – Overdesigned / Rondo sztuki / Galeria + / Katowice
- 2012 – Happines is a warm gun / Rizzordi Art Fundation / Loft Raf / Petersburg
- 2012 – Krajobraz po rewolucji / Galeria L / Havana
- 2013 – Hereafter / Festival del Cartel / Centro Hispanoamericano de Cultura / Havana
- 2013 – Punkt bez ja / Galeria Arsenał elektrownia / Białystok
- 2013 – Chicas Grrraficas / Museo San Francisco / Bolivia
- 2013 – Exhibicion de Carteles Polacos / BICeBe / Bienal del Cartel / Bolivia
- 2013 – TABOOK / Small Publishers Festival / Tabor
- 2013 – Wystawa polskiej ilustracji / National Library for Children and Young Adults / Seoul
- 2014 – Świat jest dziwny / New Delphi
- 2014 – Exhibicion de Carteles Polacos / Museo de Arte Contemporaneo / Santa Cruz
- 2014 – DesignAttack / Plakaty zaangażowane – Sztuka zaangażowana religijnie, politycznie, społecznie / Poster Box / Wrocław
- 2014 – Ecce Animalia / Optymalizacja / Centrum Rzeźby w Orońsku
- 2014 – ABC of Modern Polish Posters / Gallery B- South / CerModern / Ankara
- 2014 – First Japa Group / Social Poster / Iranian Artists Forum / Tehran
- 2014 – Łódź Design Festiwal 2014 / International Design Festival / Łódz
- 2014 – +48 Social Club / Vacant / Design Critique Platform / Tokyo
- 2015 – Evolving Silk Road / China-Italy International Design Week / Firenze
- 2015 – Japa Group Social Poster Exhibition in Kermanshah / Iran
- 2015 – JAZZ! Polish Jazz Posters Exhibition / Pigasus Gallery / Berlin
- 2015 – Illustrators Exhibition / Bologna Children’s Book Fair / Bologna
- 2015 – DO IT YOUR WAY! / Ventura Projects / Mediolan
- 2015 – Inside Out / Polish Graphic Design and Illustration in the Making / WantedDesign / NYC 2015 – SILK ROAD SPIRIT 2015 in China
- 2015 – „Eye on Poland“ / Setouchi Art Museum – Tokyo / Setochi-shi – Okayama / Art Heritage Gallery – New Delhi / Korea Foundation Cultural Center Gallery / KF Gallery – Seoul
- 2015 – TypoLub / Brama Grodzka - Teatr NN / Lublin
- 2016 – TU CZY TAM / Zachęta Narodowa Galeria Sztuki / Warszawa
- 2016 – The City and the Forest / Museumspace Seltjarnarnes / Reykiavik
- 2016 – Nervous Systems: Quantified Life and the Social Question / Haus der Kulturen der Welt / Berlin
- 2016 – Człowiek:Zwierzę, Art Brut / grafika / Galeria TAK / Poznań
- 2016 – DIALOG POLAND BRAZIL / Muzeum Sztuki Nowoczesnej (MAM) – Rio de Janeiro / Muzeum Narodowe – Brazil
- 2016 – Świat jest dziwny / Books from Poland / Chicago
- 2016 – Pieśni miłosne / Centrum Rzeźby Polskiej / Orońsko
- 2016 – Ecos: Entorno & Simultaneidad / Universidad de Santander Udes / Bucaramanga / Colombia
- 2016 – De – mo – kra - cja / Galeria Labirynt / Lublin
- 2016 – "Plakat – remediacje" / Muzeum plakatu w Wilanowie / Warszawa /
- 2016 – 50/50/50 – 50 grafików z całego świata na 50 lecie Biennale Plakatu / plakat w przestrzeni publicznej; PROM / Warszawa /
- 2016 – Illustrators Exhibition / National Library of Beijing / China
- 2016 – „Eye on Poland“ / The Dr. Bhau Daji Lad Mumbai City Museum / Mumbai

## Nagrody i wyróżnienia
- 2001 – Wyróżnienie Rektora ASP w Warszawie dla najlepszych dyplomów 2000/01
- 2003 – Nagroda indywidualna ufundowana przez Muzeum Książki Artystycznej w Łodzi / Międzynarodowa Festiwal Książki Artystycznej / Warszawa /
- 2003 – Grand Prix 3 Biennale Grafiki Studenckiej[3]
- 2003 – Nagroda Regulaminowa / VII Międzynarodowe Triennale Sztuki / Majdanek[3]
- 2005 – Nagroda Regulaminowa / V Festiwal Plakatu / Kraków[3]
- 2006 – Grand Prix / Grand Prix Młodej Grafiki Polskiej / Kraków /
- 2007 – Złota Chimera: „Notes na 6 tygodni” kategoria: Magazyn
- 2007 – Brązowy Medal / 20 Biennale Plakatu Polskiego / Katowice[3]
- 2008 – I nagroda / Bologna Ragazzi Award[3]
- 2008 – Nominacja TVP KULTURA na nagrodę w kategorii osiągnięcia w twórczym rozwoju dzieci i młodzieży za edycję „Wierszy dla dzieci” Juliana Tuwima
- 2008 – Wyróżnienie – Polskiego Towarzystwa Wydawców Książek
- 2008 – Wyróżnienie – European Design Awards 2008 / Stockholm
- 2009 – Wyróżnienie Specjalne na 22. Biennale Ilustracji Bratysława (BIB) 2010 – Brązowy Medal – European Design Awards 2008 / Stockholm
- 2013 – Nagroda – Taipei International Digital Content Awards
- 2014 – Konkurs na Najpiękniejsze Książki Roku 2013
- 2014 – Konkurs – MUST HAVE / ŁÓDŹ DESIGN FESTIVAL
- 2014 – Konkurs „Książka Roku 2014” organizowany przez Polish Section of IBBY[3]
- 2015 – Złoty medal - European Design Awards / Athens
- 2015 – The White Ravens / International Youth Library / Monachium
- 2016 – GrandFront / okładka WO nr 43/2015
- 2016 – Nagroda w Konkursie im. Haliny Skrobiszewskiej – Wydarzenie Artystyczne Roku (Kern – wiersze dla dzieci) i zostaje wpisany na Listę Skarbów Muzeum Książki Dziecięcej.
- 2016 – Nagroda – DOBRE STRONY 2016 / Wrocław.
- 2017 - Grand Prix - Nami Concours / Korea Południowa